# Iain Cochrane, 15.º Conde de Dundonald
Iain Alexander Douglas Blair Cochrane, 15.º conde de Dundonald (17 de fevereiro de 1961), é um nobre escocês, único filho de Iain Cochrane, 14.º conde de Dundonald e sua primeira esposa, Aphra Farquhar (1972).
Ele foi educado no Wellington College e RAC Cirencester e sucedeu seu pai no condado em 1986, assumindo a presidência da Duneth Securities no mesmo ano.
Em 4 de julho de 1987, casou-se com M. Beatrice L. Russo, de Gibraltar, com quem teve dois filhos e uma filha antes do casamento ter sido dissolvido em 2011:
- Archie Iain Thomas Cochrane, Lord Cochrane (ano de 1991)
- Lady Marina Aphra Mariola Cochrane (ano de 1992)
- Hon. James Douglas Richard Cochrane (1995)

Ele é diretor da Anglo Digital, Ltd., desde 2000. Dundonald vive no Castelo Lochnell e é o cônsul chileno honorário da Escócia.